# Юравенатор
Юравенатор (лат. Juravenator, дослівно — «мисливець Юрських гір») — рід невеликих за розміром пізньоюрських теропод. Ці маленькі хижі динозаври знайдені в Європі й представлені двома скелетами, жоден з яких добре не зберігся. Юравентор жив на території сучасної Німеччини в пізньому юрському періоді близько 150 млн років тому.
Цей динозавр належав до родини Compsognathidae як і Компсогнат синозауроптерикс.

## Зовнішній вигляд

Порівняння розміру юравенатора з людиною

Невеликий юравенатор, знайдений в Південній Німеччині у 2006 році, зберігся від самої морди до середини хвоста. Це найкраще збережений непташиний і хижий динозавр в Європі. Завдовжки юравенатор був близько пів метра, важив всього 5 кілограмів.
За зовнішнім виглядом його можна порівняти зі скіпіоніксом. За рядом характеристик юравенатора ідентифікують як основного представника Coelurosaur. Проте кладистичний аналіз показав, що цей вид динозавра більше підходить до родини Maniraptorans, ніж до Tyrannosauroids. Більша частина покриву для дослідження була взята зі збереженої половини хвоста юравенатора. Повна відсутність пір'я чи подібних до пера структур у скам'янілому динозаврі, які філогенетично були закладені у крилатих динозаврах, вказали на те, що розвиток пір'я і структур, подібних до пера, було складнішим процесом, ніж науковці вважали раніше. За повним скелетом, якого було знайдено, зроблено припущення, що юравенатор був маленьким динозавром.

## Харчування
Спосіб харчування динозаврів визначають за допомогою їхніх зубів та скам'янілих екскрементів — копролітів. Кожен динозавр мав унікальну будову зубів, пристосовану для споживання певного типу їжі. Юравенатор живився виключно комахами.